# Dreissenidae
Dreissenidae zijn een familie van zoetwatermossels. Zij bevestigen zich aan stenen en ander hard substraat met behulp van een byssus. Dreissena is het typegenus van deze familie.

## Kenmerken
De lengte van de schelpen van recente soorten uit deze familie varieert tussen 15-40 millimeter, fossiele soorten kunnen veel groter worden, tot ongeveer 8 centimeter. Meestal is de breedte ongeveer de helft van de lengte, er zijn echter fossiele soorten waarvan de breedte de lengte benadert. De schelpvorm is driehoekig tot trapeziumvormig bij enkele fossiele soorten. De onderrand is sterk gebogen, de bovenrand verloopt in een rechte lijn of is naar binnen gebogen. De schelpen zijn tamelijk stevig. De kleur varieert per soort, meestal egaal geelachtig, bruinachtig en grijstinten. Vaak is een donker kleurpatroon van strepen of zigzaglijntjes aanwezig.

## Biologie en ecologie
De meeste soorten leven in zuurstofrijk, schoon, zoetwater, vastgehecht aan een vast substraat. Veel soorten kunnen een lichte verhoging van het zoutgehalte verdragen maar er zijn ook soorten die alleen in brakwater leven.

## Geografische verspreiding
Soorten uit deze familie komen voor in Europa, Azië, Zuid-Amerika en Afrika. In West-Europa en Noord-Amerika komen Dreissenidae tegenwoordig alleen als exoot voor.

## Stratigrafisch voorkomen
Dreissenidae zijn tijdens het hele Cenozoïcum aanwezig. Een grote radiatie vond tijdens het Neogeen in de Paratethys plaats.

## Afleiding van de naamDreissena
Het genus Dreissena is genoemd naar de apotheker Johannes Driessens (Geb. 1782 in Sittard), later Dreissen genoemd, uit Maaseik. Driessens verzamelde een aantal Driehoeksmossels die hij naar Pierre-Joseph van Beneden opstuurde. Van Beneden beschreef op grond van deze exemplaren het nieuwe genus Dreissena. Door een vergissing hebben diverse latere auteurs de naam Dreissensia gebruikt in plaats van Dreissena. Dreissensia is daarmee een jonger synoniem van Dreissena.

## Taxonomie
De volgende geslachten zijn bij de familie ingedeeld:
- Congeria Partsch, 1835 (= Enocephalus, Enocephalus)
- Dreissena Van Benede,  1835 (= Coelogonia, Dithalmia, Mytilina, Tichogonia)
- Mytilopsis Conrad, 1857 (= Praxis)